# موزه مفاخر فرهنگی هنری مهاباد

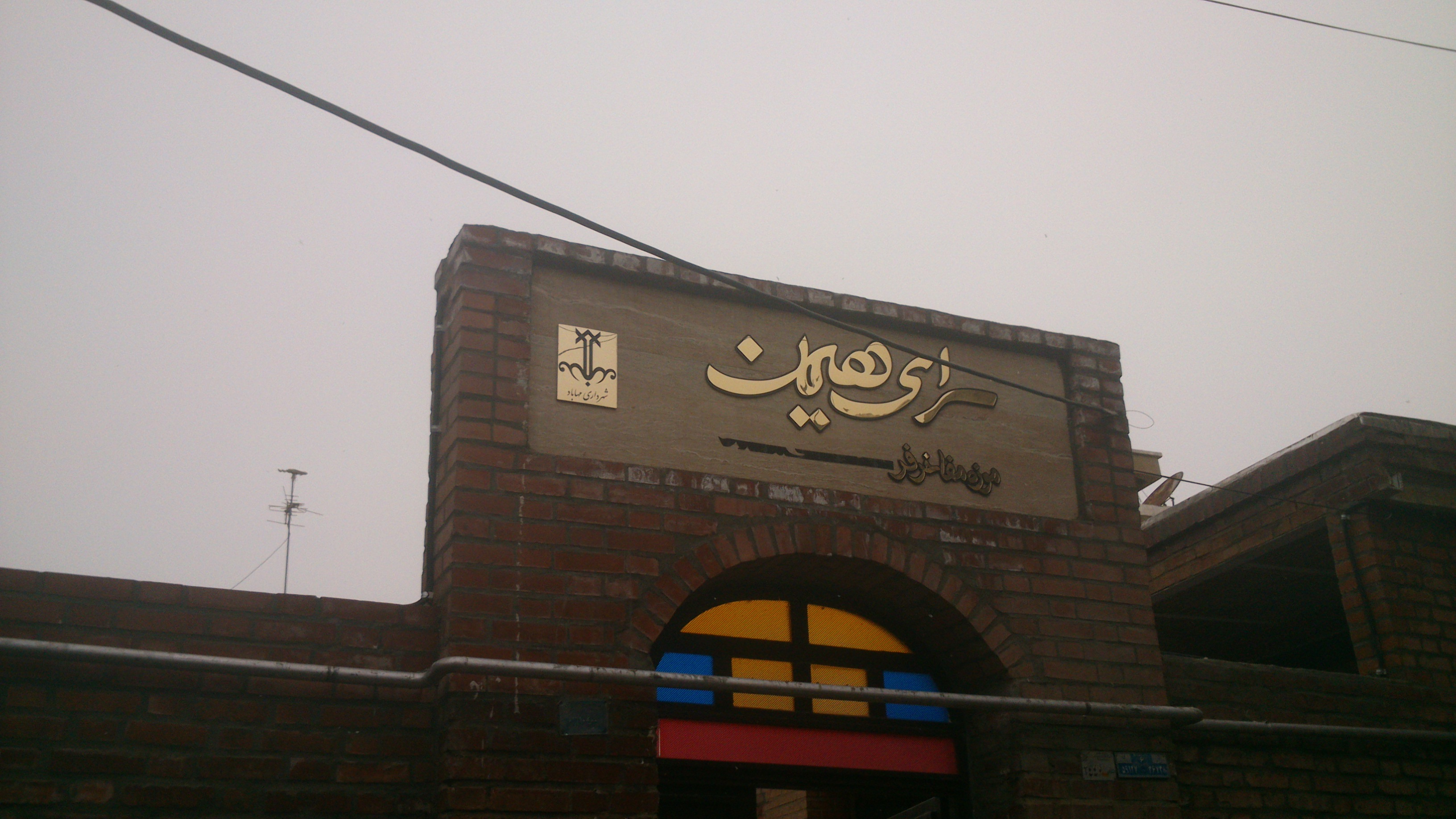
موزهٔ مفاخر فرهنگی ـ هنری مهاباد

موزهٔ مفاخر فرهنگی هنری مهاباد یا سرای هیمن موزه‌ای برای نگهداری و نمایش آثار به‌جای‌مانده از مفاخر شهرستان مهاباد، شامل وسایل شخصی، دست‌نویس‌ها، مقالات و کتب، مقالاتی که در موردشان نوشته شده، زندگی‌نامه، وسایل موسیقی، تابلوهای نقاشی، آلبوم عکس، فایل‌های صوتی و تصویری است.
سال ۱۳۹۶ این موزه به‌عنوان یکی از بیست موزهٔ برتر ایران شناخته شده‌است.
سرای هیمن در مورخه ۳۱ اردیبهشت ۱۳۹۷ برای دومین سال پیاپی به عنوان یکی از موزه‌های برتر کشور شناخته شد.

## نامگذاری
محمدامین شیخ‌الاسلامی با نام هنری «هیمن»، شاعر مشهور کُرد است. به دلیل آوازهٔ این شاعر، از نام او برای نامگذاری بیشتر خیابان‌ها، میدان‌ها و بلوارها در شهرهای بخش‌های کردنشین ایران استفاده شده‌است.
این شاعر مشهور، سال‌های پایانی زندگی‌اش را در خانه‌ای که اکنون به این موزه تبدیل شده به سر برد. خانهٔ مذکور که رو به ویرانی می‌رفت، در سال ۱۳۹۱ به پیشنهاد احمد بحری و به کمک شهردار، فرماندار و شورای شهر مهاباد، برای نگهداری و جلوگیری از خرابی بیشتر خریداری شد و در اسفند ۱۳۹۱ جزو املاک شهرداری مهاباد قرار گرفت.
در سال ۱۳۹۲ نیز به پیشنهاد صلاح پایانیانی، پژوهشگر و فرهنگ‌نویس، و به کمک شهردار مهاباد، این خانه مرمت و به موزهٔ «سرای هیمن» تبدیل شد.

## بخش‌ها
این موزه دارای بخش‌های فضای نمایش، مخزن موزه، آرشیو اسناد و تالار نشت‌ها است.
بخشی از آثار، دست خط، اشیاء و یادگارهای استادان محمد قاضی (مترجم شهیر)، محمدامین شیخ الاسلامی مکری ملقب به هیمن (شاعر و نویسنده)، عبدالرحمان شرفکندی ملقب به هژار (شاعر، نویسنده و مترجم)، خالد حسامی ملقب به هیدی (شاعر) و محمد ماملی (خواننده) در این موزه نگهداری می‌شوند.